# Крамерс (місячний кратер)
Кра́тер Кра́мерс (лат. Kramers) — великий стародавній метеоритний кратер у північній півкулі зворотного боку Місяця. Назву присвоєно на честь нідерландського фізика-теоретика Гендріка Крамерса (1894—1952) й затверджено Міжнародним астрономічним союзом у 1970 році.

## Опис кратера
Найближчими сусідами кратера Крамерс є кратер Біркгофф на північному заході; кратер Вант-Гофф на півночі північному сході; кратер Дайсон на півночі північному сході; кратер Кулон на сході; кратер Сартон на південному сході і кратер Шлезінгер на південному заході. Селенографічні координати центра кратера 53°17′ пн. ш. 127°59′ зх. д. / 53.28° пн. ш. 127.98° зх. д., діаметр 61,6 км, глибина 2,7 км.
Кратер Крамерс має полігональну форму та зазнав значних руйнувань за тривалий час свого існування, північно-східна частина ледь перекрита сателітним кратером Крамерс C (див. нижче). Вал згладжений й відзначений безліччю дрібних кратерів. Висота валу над навколишньою місцевістю сягає 1220 м, об'єм кратера становить приблизно 3200 км³. Дно чаші є відносно рівним, північно-східна частина чаші покрита породами, викинутими при утворенні сателітного кратера Крамерс C, дещо північніше центра чаші пролягає короткий хребет. Південна і південно-східна частина чаші поцятковані безліччю дрібних кратерів. Східніше від кратера Крамерс лежить рівна ділянка поверхні, що утворилася, ймовірно, при затопленні лавою.

## Сателітні кратери
| Крамерс | Координати                                                  | Діаметр, км |
| ------- | ----------------------------------------------------------- | ----------- |
| C       | 54°40′ пн. ш. 126°07′ зх. д. / 54.66° пн. ш. 126.11° зх. д. | 59,6        |
| M       | 50°12′ пн. ш. 127°21′ зх. д. / 50.2° пн. ш. 127.35° зх. д.  | 31,9        |
| S       | 52°33′ пн. ш. 132°37′ зх. д. / 52.55° пн. ш. 132.62° зх. д. | 26,5        |
| U       | 53°54′ пн. ш. 133°02′ зх. д. / 53.9° пн. ш. 133.03° зх. д.  | 38,6        |

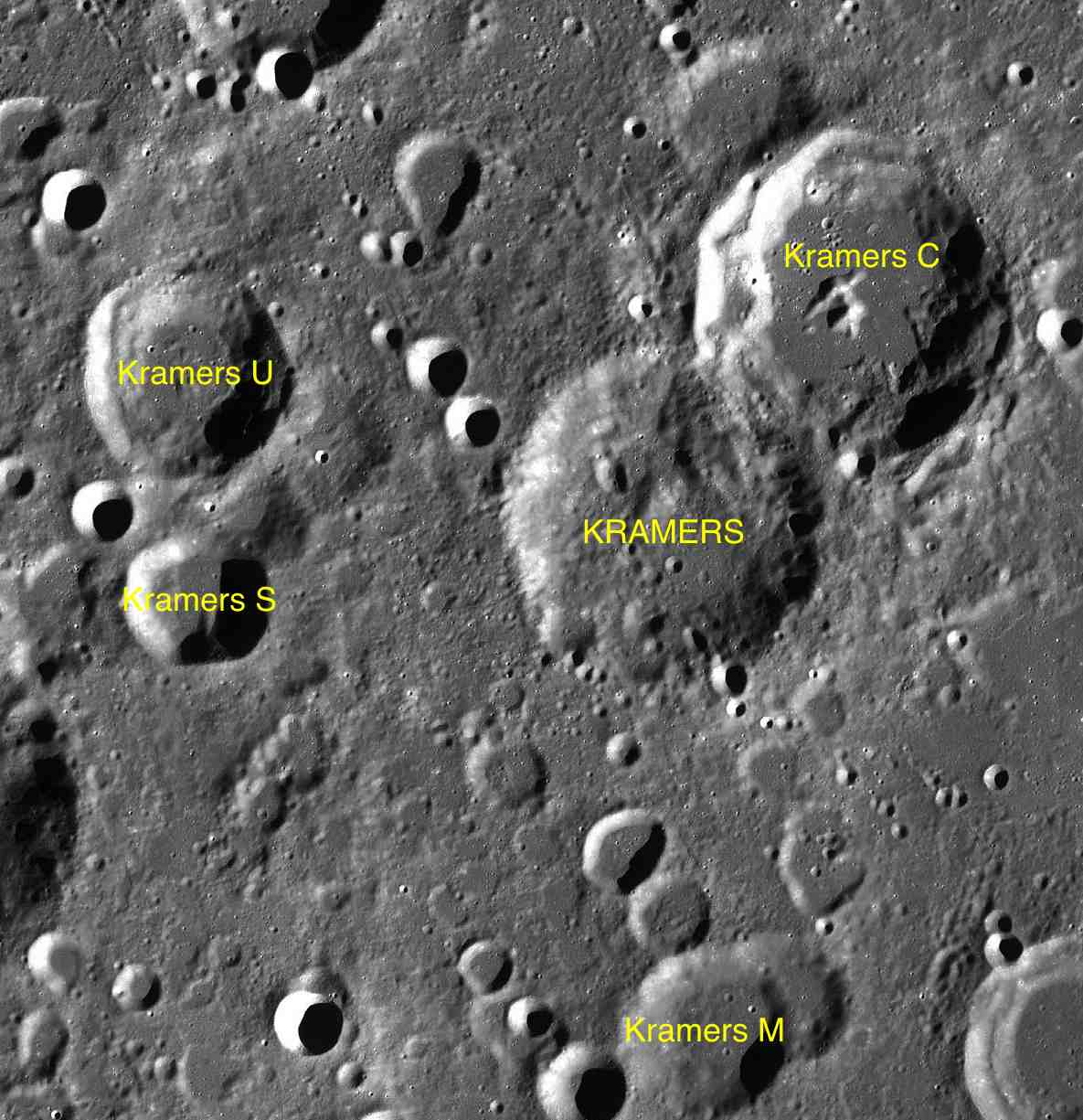
Фрагмент мапи LAC-20.

- Утворення сателітних кратерів Крамерс C і U відбулося у ранньоімбрійському періоді[3].